# Oxylychna cosmozona
Oxylychna cosmozona är en fjärilsart som beskrevs av Edward Meyrick 1919. Oxylychna cosmozona ingår i släktet Oxylychna och familjen äkta malar.
Artens utbredningsområde är Sri Lanka. Inga underarter finns listade i Catalogue of Life.